# Збройні сили Шрі-Ланки
Збройні сили Шрі-Ланки — військова організація Шрі-Ланки, призначена для оборони Республіки, захисту свободи і незалежності держави, одне з найважливіших знарядь політичної влади.
Створена як армія Цейлону в 1949 році вона була перейменована, після того як в 1972 році Шрі-Ланка стала республікою. З 1980 по 2009 рік армія брала участь в Громадянській війні на Шрі-Ланці.
Армія Шрі-Ланки також займається навчанням армії США на їх прохання, а також багатьох інших країн у сфері військової освіти в сфері цивільних рятувальних операцій, бойових дій в джунглях, партизанської війни і т. д.

## Історія

### Доколоніальний період
Перші відомі військові дії на Шрі-Ланці розпочинаються з появи короля Віджая, який разом з послідовниками висадився на північно-західному узбережжі острова приблизно в 543 році до н. э. Князь Віджай захопив землі корінного населення острова — веддів. Подальші вторгнення з Південної Індії на територію острова упродовж декількох століть, наприклад Чола, призводили до численних битв. Найбільш відомою є битва між 11 000 армією короля Дуттхагамані і королем Чола Елара, якого вдалося здолати.
Іншими правителями Шрі-Ланки є король Гаджабаху, який плавав в Індію для визволяння своїх полонених солдатів і король Дхатуцена, якому приписують відображення численних індійських вторгнень і створенням військово-морського флоту для цієї мети. Він також започаткував використання артилерії на острові. При королю Віджабахе I загарбники були вибиті з острова, була об'єднана під одним початком уся країна. При королі Паракрамабаху був здійснений перший зарубіжний похід армії Шрі-Ланки — похід у Бірму, метою якого було помститися за зневагу послів і втручання в торгівлю слонами. Ще одним великим полководцем доколоніальної епохи був Паракрамабаху VI, який переміг індійських загарбників, об'єднав острів і заснував нову столицю — місто Шрі-Джаяварденепура-Котте. Хоча письмові джерела не підтверджують існування постійної армії правителів Шрі-Ланки. Ополченці закликалися у разі військової загрози, після цього вони поверталися до сільського господарства.

### Колоніальний період
Частини Шрі-Ланки знаходилися під контролем трьох колоніальних європейських імперій, а саме Португалії в XVI столітті, Голландії в XVII столітті і Британії з XVIII століття по наш час. Проте, поки увесь острів не був переданий англійцям в 1815 році місцеві князі зберігали велику частину своїх незалежних збройних сил і могли успішно відбиватися від європейських армій.

#### Португальські та голландські колонії
На початку XVI століття європейці уперше потрапили на Шрі-Ланку, яка була тоді називалася Цейлон. 1505 року португальський флот, що боровся в Індійському морі з арабськими купцями, збився з курсу і висадився на південному узбережжі острова. 1517 року португальці знову з'явилися біля острова і з відома сингальського короля заснували торговий пост в Коломбо. Були швидко побудовані численні форти і там почала приживатися європейська культура.
Голландці уперше з'явилися на острові в 1602 році, який був тоді під португальським контролем. До 1658 вони повністю витіснили португальців з прибережних районів. Так само як і португальці, вони не використали місцевих жителів у своїх військах і воліли жити в ізоляції, відстоюючи свої інтереси в торгівлі. Як і португальці, голландці захищали свої форти власними силами. Крім того, так само як і португальці, голландці будували свою колоніальну систему як морську і, хоча вони мали можливість розвивати і використати місцеві війська, вони воліли дистанціюватися від місцевого населення.

#### Британське правління
Британська Імперія спочатку витіснила голландців з прибережних районів країни, а потім постаралися завоювати незалежне королівство Канді, яке надавало їй допомогу у боротьбі з голландцями. В умовах британських нападів, що повторюються, кандійці були вимушені перейти до тактики партизанської війни і непогано себе в цьому показали.
Спочатку британці розміщували свої збройні сили, до яких увійшли військові кораблі, артилерія і піхота, для захисту острова від зазіхань інших іноземних держав, використовуючи природну гавань Тринкомалі як центр управління військами на Шрі-Ланці. 1796 року швейцарські і малайські найманці, які раніше були на службі у голландців, були передані Британській Ост-індській компанії. Тоді як швейцарський полк де Мерон закінчив своє існування в Канаді в 1822 році. Малайці, з яких спочатку був сформований Малайський корпус, стали 1-м Цейлонським полком в 1802 р. під командуванням британського офіцера. У тому ж році Велика Британія стала першою іноземною державою що має у складі своїх військ національне сингальське військове формування, яке було названо 2-м Цейлонським полком, також знаний як корпус сипаїв.
У 1803 році 3-й Цейлонський полк був створений з жителів Молуккських островів і рекрутів з Пінангу. Усі три полки билися разом з британцями в Кандійській війні, що почалася в 1803 році. Упродовж наступних років дедалі більше сингов і малайців притягувалося в ці полиця, а в 1814 році був створений 4-й полк, що повністю складається з представників народів Африки. Пізніше він був перейменований в Цейлонський стрілецький полк. Протягом перших 50 років окупації британцям довелося зіткнуться з цілим рядом повстань і вони були вимушені тримати значні війська на острові. Частина сингальських новобранців перейшла на сторону бунтівників, вербування сингалів у британські війська було тимчасово призупинено.

### ХХ ст.— наш час

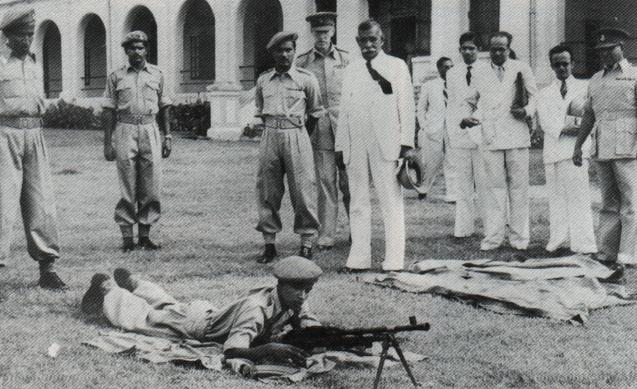
Перший прем'єр-міністр незалежної Шрі-Ланки Дон Стефен Сенанаяка відвідує перший батальйон Цейлонської легкої піхоти на площі Ешелон і спостерігає за навчанням добровольців з кулеметом.

У 1910 році офіційна назва військового підрозділу була змінена на Цейлонські сили оборони. Вони продовжували збільшуватися впродовж початку XX-го століття. ЦСО стали бойовими частинами, коли контингент Цейлонської кінної піхоти в 1900 році і контингент Цейлонського плантаторського стрілецького корпусу в 1902 році взяли участь в Другій англо-бурській війні в Південній Африці. Їх заслуги були офіційно визнані в 1902 р. 1922 року ЦСО отримали полковий прапор для Цейлонської легкої піхоти.
Під час Першої світової війни багато добровольців з Цейлонських сил оборони вирушили в метрополію, де приєдналися до британської армії, і багато хто з них загинув. Один з них, згадуваний Сером Артуром Конаном Дойлом, був рядовий Джакотін, який був останнім, що залишився в живих у своєму підрозділ у Битві на Лісі і який продовжив боротьбу ще впродовж 20 хвилин перш, ніж був убитий.
У 1939 році ЦСО були мобілізовані і сталося величезне розширення, в ході якого були а також Міська гвардія Коломбо, яка раніше був розформована, але пізніше був переформована для задоволення військових потреб. Під час Другої світової війни Велика Британія ввела прямий контроль над ЦСО.
У кінці Другої світової війни ЦСО, які збільшувалися в розмірах під час війни, почали демобілізовувати. 1948 року Шрі-Ланка набула незалежності від Великої Британії, ставши домініоном в Співдружності націй, а роком раніше Цейлон уклав з Великою Британією двосторонні угоди по обороні 1947 року. Потім вийшов Закон про армію 1949 року, який Парламент ухвалив 11 квітня 1949 року. Угода про оборону від 1947 року гарантувала, що англійці прийдуть на допомогу Цейлону у разі, якщо він буде атакований іноземною державою, і зобов'язання британських військових допомогти створити збройні сили острова.

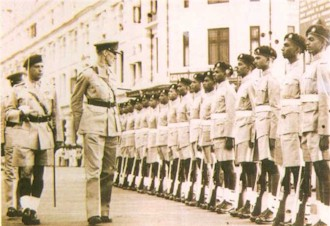
Бригадир Джеймс Сінклер, граф Кейтнесс перевіряють почесний караул.

 В 1971 році, армія зіткнулася з новим супротивником, цього разу з це були Тигри звільнення Таміл-Ілама (ТЗТІ) і інші тамілські бойовики. Війна загострилася до такої міри, що Індію попросили втрутитися в ролі миротворчих сил. Це пізніше стало розглядатися як стратегічна помилка, оскільки Індійський миротворчий контингент сприяв об'єднанню екстремістських елементів. Війна з ТЗТІ була призупинена після підписання угоди про припинення вогню в 2002 році за допомогою міжнародного посередництва. Проте, конфлікт знову спалахнув в грудні 2005 року і після провалу мирних переговорів армія брала участь у важких боях, які поновилися на півночі і сході країни.
З 1980 року армія провела безліч операцій проти повстанців ТЗТІ. Основні операції, що проводяться армією зрештою 19 травня 2009 року армія Шрі-Ланки заявила оголосила перемогу у війні, оскільки вони знайшли мертве тіло лідера ТЗТІ. Це поклало край війні.

## Організаційна структура

Прапор ВВС Шрі-ланки

Головою армії вважається Командувач армією, нині генерал-лейтенант Джагат Джайясурія. Йому допомагають начальник штабу армії, нині генерал-майор Дайя Ратнайака. Коммандант добровольчих військ є главою резерву армії і відповідальним за управління усіма резервними підрозділами і набір особового складу для них. Штаб армії, штаб-квартира якого розташована в Коломбо, є головним адміністративним і оперативним штабом армії Шрі-Ланки.

## Техніка та озброєння

### Авіація
На озброєнні ВПС Шрі-Ланки знаходиться наступна техніка та засоби ураження: (англ.)
| Тип                      | Виробництво  | Призначення                                   | Кількість | Примітки            |
| Бойові літаки            |              |                                               |           |                     |
| ------------------------ | ------------ | --------------------------------------------- | --------- | ------------------- |
| Chengdu F-7 Guizhou FT-7 | КНР          | винищувач навчальний винищувач                | 7 1       |                     |
| IAI C2                   | Ізраїль      | багатоцільовий винищувач                      | 7         |                     |
| IAI C7 IAI TC2           | Ізраїль      | багатоцільовий винищувач навчальний винищувач | 2 2       |                     |
| МіГ-23УБ                 | СРСР         | навчально-бойовий                             | 1         |                     |
| МіГ-27                   | СРСР         | винищувач-бомбардувальник                     | 6         |                     |
| Транспортні літаки       |              |                                               |           |                     |
| MA60                     | КНР          | загальне призначення                          |           | замовлення на 2 од. |
| Ан-32Б                   | СРСР         | транспортний літак                            | 5         |                     |
| Harbin Y-12              | КНР          | загальне призначення                          | 9         |                     |
| Lockheed C-130K          | США          | транспортний літак                            | 2         |                     |
| Патрульні літаки         |              |                                               |           |                     |
| Cessna 421C              | США          | патрульний літак                              | 1         |                     |
| Raytheon 200T            | США          | патрульний літак                              | 2         |                     |
| Навчальні літаки         |              |                                               |           |                     |
| HAIG/PAC K-8             | КНР Пакистан | навчально-бойовий                             | 5         | замовлення на 2 од. |
| Гелікоптери              |              |                                               |           |                     |
| Bell 206                 | США          | багатоцільовий вертоліт                       | 4         |                     |
| Bell 212/ 412            | США          | багатоцільовий вертоліт                       | 13        |                     |
| Мі-17                    | СРСР         | багатоцільовий вертоліт                       | 15        |                     |
| Мі-24                    | СРСР         | транспортно-бойовий вертоліт                  | 9         |                     |